# Bučno olje
Bučno olje je kulinarična posebnost Slovenije, še posebej Štajerske, Prekmurja in tudi dela Avstrije. Pridobiva se iz semen buč, v največji meri iz štajerske oljne buče (Cucurbita pepo var. styrriaca). Bučno olje vsebuje, kot vsako olje, predvsem trigliceride in fitosterole, poleg tega pa še beljakovine, minerale, nenasičene maščobne kisline in mnoge vitamine. Značilno zeleno rdečo do temno rjavo barvo mu dajejo klorofilu podobne snovi. Uporablja se pri pripravi solate ali kot začimba pri kuhi.

## Zaščitena geografska označba
Bučno olje ima v Sloveniji zaščiteno geografsko označbo pod imenom Štajersko-prekmursko bučno olje, prav tako ima bučno olje zaščiteno geografsko zaščito v Avstriji.